# 1927
Il 1927 (MCMXXVII in numeri romani) è un anno  del XX secolo.

## Eventi
- Fra Washington e New York viene effettuata la prima trasmissione televisiva via cavo, con riprese dal vivo.
- Martin Heidegger pubblica Essere e tempo
- Werner Karl Heisenberg formula il principio di indeterminazione.
- Italia: Vittorio Formentano dà vita all'AVIS.
- Italia: nasce la Nazionale B calcistica italiana, la seconda squadra della nazionale calcistica italiana.
- Stati Uniti: viene istituito il primo servizio telefonico transatlantico tra Stati Uniti e Gran Bretagna.
- Italia: il Partito Nazionale Fascista istituisce i GUF.
- 1º gennaio: la Turchia adotta il calendario gregoriano.
- 2 gennaio – Italia: vengono istituite la Provincia di Varese e la Provincia di Pescara.
- 13 febbraio – Italia: entra in vigore la tassa sul celibato.
- 3 marzo – Italia: istituzione della figura del Dirigente Centrale delle Ferrovie dello Stato sulle linea "Porrettana".
- 11 marzo: viene arrestato a Firenze Alcide De Gasperi, mentre con la moglie cercava di raggiungere in treno Trieste con documenti falsi. È accusato di tentato espatrio clandestino e condotto al carcere di Regina Coeli di Roma.
- 11 maggio: in California viene fondata l'Academy of Motion Picture Arts and Sciences, che istituisce il Premio Oscar.
- 15 maggio – Unione Sovietica: a valle delle rapide del Dnepr ha inizio la costruzione della più grande centrale idroelettrica dell'URSS.
- 20 maggio: Charles Lindbergh, a bordo dello Spirit of Saint Louis, compie il primo volo in solitaria sull'Atlantico. Decolla da New York e atterrerà vicino a Parigi dopo 33 ore e 30 minuti, con una velocità media di 188 km/h.
- 7 giugno: A Roma, dalla fusione tra Alba Audace, Fortitudo Pro Roma e Roman, nasce l'Associazione Sportiva Roma
- 19 giugno: Alfredo Gianoli trasmette in diretta la prima radiocronaca che riguarda il Gran premio di Galoppo dal San Siro di Milano.
- 22 giugno: il transatlantico francese Île de France inizia il suo viaggio inaugurale sulla tratta Le Havre - New York
- 23 agosto – Stati Uniti: nonostante le proteste nazionali, vengono giustiziati gli anarchici italiani Nicola Sacco e Bartolomeo Vanzetti.
- 2 settembre – Bologna: lo svedese Arne Borg è il primo uomo della storia a nuotare i 1 500 m in meno di 20 minuti.
- 6 ottobre – Stati Uniti: la prima proiezione del film Il cantante di jazz di Alan Crosland segna l'inizio dell'era del cinema sonoro.
- 25 ottobre – Costa del Brasile: il piroscafo italiano Principessa Mafalda naufraga a circa 80 miglia al largo della costa, a seguito di un fatale squarcio nello scafo di poppa. Le vittime del disastro sono oltre 600 e i superstiti circa 900. È ritenuto il più grande naufragio della storia nautica italiana.
- Stati Uniti: inizio lavori sul Monte Rushmore.
- 26 dicembre: una scossa di terremoto ai Colli Albani rade al suolo la cittadina di Nemi per un totale di 136 edifici crollati.

## Nati
Ci sono circa 2 220 voci su persone nate nel 1927; vedi la pagina Nati nel 1927 per un elenco descrittivo o la categoria Nati nel 1927 per un indice alfabetico.

## Morti
Ci sono circa 600 voci su persone morte nel 1927; vedi la pagina Morti nel 1927 per un elenco descrittivo o la categoria Morti nel 1927 per un indice alfabetico.

## Calendario
| Calendario 1927 | Calendario 1927 | Calendario 1927 | Calendario 1927 | Calendario 1927 | Calendario 1927 | Calendario 1927 | Calendario 1927 | Calendario 1927 | Calendario 1927 | Calendario 1927 | Calendario 1927 | Calendario 1927 | Calendario 1927 | Calendario 1927 | Calendario 1927 | Calendario 1927 | Calendario 1927 | Calendario 1927 | Calendario 1927 | Calendario 1927 | Calendario 1927 | Calendario 1927 | Calendario 1927 | Calendario 1927 | Calendario 1927 | Calendario 1927 | Calendario 1927 | Calendario 1927 | Calendario 1927 | Calendario 1927 | Calendario 1927 | Calendario 1927 |
| --------------- | --------------- | --------------- | --------------- | --------------- | --------------- | --------------- | --------------- | --------------- | --------------- | --------------- | --------------- | --------------- | --------------- | --------------- | --------------- | --------------- | --------------- | --------------- | --------------- | --------------- | --------------- | --------------- | --------------- | --------------- | --------------- | --------------- | --------------- | --------------- | --------------- | --------------- | --------------- | --------------- |
|                 | 1               | 2               | 3               | 4               | 5               | 6               | 7               | 8               | 9               | 10              | 11              | 12              | 13              | 14              | 15              | 16              | 17              | 18              | 19              | 20              | 21              | 22              | 23              | 24              | 25              | 26              | 27              | 28              | 29              | 30              | 31              |                 |
| Gennaio         | Sa              | Do              | Lu              | Ma              | Me              | Gi              | Ve              | Sa              | Do              | Lu              | Ma              | Me              | Gi              | Ve              | Sa              | Do              | Lu              | Ma              | Me              | Gi              | Ve              | Sa              | Do              | Lu              | Ma              | Me              | Gi              | Ve              | Sa              | Do              | Lu              |                 |
| Febbraio        | Ma              | Me              | Gi              | Ve              | Sa              | Do              | Lu              | Ma              | Me              | Gi              | Ve              | Sa              | Do              | Lu              | Ma              | Me              | Gi              | Ve              | Sa              | Do              | Lu              | Ma              | Me              | Gi              | Ve              | Sa              | Do              | Lu              |                 |                 |                 |                 |
| Marzo           | Ma              | Me              | Gi              | Ve              | Sa              | Do              | Lu              | Ma              | Me              | Gi              | Ve              | Sa              | Do              | Lu              | Ma              | Me              | Gi              | Ve              | Sa              | Do              | Lu              | Ma              | Me              | Gi              | Ve              | Sa              | Do              | Lu              | Ma              | Me              | Gi              |                 |
| Aprile          | Ve              | Sa              | Do              | Lu              | Ma              | Me              | Gi              | Ve              | Sa              | Do              | Lu              | Ma              | Me              | Gi              | Ve              | Sa              | Do              | Lu              | Ma              | Me              | Gi              | Ve              | Sa              | Do              | Lu              | Ma              | Me              | Gi              | Ve              | Sa              |                 |                 |
| Maggio          | Do              | Lu              | Ma              | Me              | Gi              | Ve              | Sa              | Do              | Lu              | Ma              | Me              | Gi              | Ve              | Sa              | Do              | Lu              | Ma              | Me              | Gi              | Ve              | Sa              | Do              | Lu              | Ma              | Me              | Gi              | Ve              | Sa              | Do              | Lu              | Ma              |                 |
| Giugno          | Me              | Gi              | Ve              | Sa              | Do              | Lu              | Ma              | Me              | Gi              | Ve              | Sa              | Do              | Lu              | Ma              | Me              | Gi              | Ve              | Sa              | Do              | Lu              | Ma              | Me              | Gi              | Ve              | Sa              | Do              | Lu              | Ma              | Me              | Gi              |                 |                 |
| Luglio          | Ve              | Sa              | Do              | Lu              | Ma              | Me              | Gi              | Ve              | Sa              | Do              | Lu              | Ma              | Me              | Gi              | Ve              | Sa              | Do              | Lu              | Ma              | Me              | Gi              | Ve              | Sa              | Do              | Lu              | Ma              | Me              | Gi              | Ve              | Sa              | Do              |                 |
| Agosto          | Lu              | Ma              | Me              | Gi              | Ve              | Sa              | Do              | Lu              | Ma              | Me              | Gi              | Ve              | Sa              | Do              | Lu              | Ma              | Me              | Gi              | Ve              | Sa              | Do              | Lu              | Ma              | Me              | Gi              | Ve              | Sa              | Do              | Lu              | Ma              | Me              |                 |
| Settembre       | Gi              | Ve              | Sa              | Do              | Lu              | Ma              | Me              | Gi              | Ve              | Sa              | Do              | Lu              | Ma              | Me              | Gi              | Ve              | Sa              | Do              | Lu              | Ma              | Me              | Gi              | Ve              | Sa              | Do              | Lu              | Ma              | Me              | Gi              | Ve              |                 |                 |
| Ottobre         | Sa              | Do              | Lu              | Ma              | Me              | Gi              | Ve              | Sa              | Do              | Lu              | Ma              | Me              | Gi              | Ve              | Sa              | Do              | Lu              | Ma              | Me              | Gi              | Ve              | Sa              | Do              | Lu              | Ma              | Me              | Gi              | Ve              | Sa              | Do              | Lu              |                 |
| Novembre        | Ma              | Me              | Gi              | Ve              | Sa              | Do              | Lu              | Ma              | Me              | Gi              | Ve              | Sa              | Do              | Lu              | Ma              | Me              | Gi              | Ve              | Sa              | Do              | Lu              | Ma              | Me              | Gi              | Ve              | Sa              | Do              | Lu              | Ma              | Me              |                 |                 |
| Dicembre        | Gi              | Ve              | Sa              | Do              | Lu              | Ma              | Me              | Gi              | Ve              | Sa              | Do              | Lu              | Ma              | Me              | Gi              | Ve              | Sa              | Do              | Lu              | Ma              | Me              | Gi              | Ve              | Sa              | Do              | Lu              | Ma              | Me              | Gi              | Ve              | Sa              |                 |

## Premi Nobel
In quest'anno sono stati conferiti i seguenti Premi Nobel:
- per la Pace: Ferdinand Buisson, Ludwig Quidde
- per la Letteratura: Henri Bergson
- per la Medicina: Julius Wagner-Jauregg
- per la Fisica: Arthur Holly Compton, Charles Thomson Rees Wilson
- per la Chimica: Heinrich Otto Wieland